# Super Mario Odyssey
Super Mario Odyssey (Japans:, Sūpā Mario Odessei) is een platformspel voor de Nintendo Switch, ontwikkeld door Nintendo EPD. Het computerspel verscheen op 27 oktober 2017 en volgt Super Mario 64 (1996) en Super Mario Sunshine (2002) op als derde openwereldspel van de Super Mario-reeks.

## Verhaal
Mario moet Princess Peach uit de klauwen van Bowser houden, die met de prinses wil trouwen. Hiervoor moet Mario met behulp van een luchtschip, genaamd de Odyssey, door een aantal verschillende locaties reizen, waaronder New Donk City, een kopie van de niet-fictieve stad New York. Een aantal oude tradities, zoals springen via de muur, blijven bestaan, maar in het spel heeft Mario een nieuw metgezel: zijn pet Cappy, die gerepareerd is door een bewoner uit het hoedenrijk. Cappy kan gebruikt worden als frisbee en als hulp om bijvoorbeeld over een groot gat te springen en om vijanden over te nemen.

## Koninkrijken
Dit zijn alle koninkrijken in het spel op chronologische volgorde. Bij sommige koninkrijken is het mogelijk om zelf de volgorde te kiezen, daar staat een ° achter. Ook staat de stad erbij die bij het rijk hoort.
- Hoedenrijk – Hoedpoort
- Watervalrijk – Tricera-top
- Woestijnrijk – Zonnesteekstad
- Merenrijk ° - Elegantis
- Bosrijk ° – Hortus Robotanicus
- Wolkenrijk - Wolkendek
- Verloren rijk - Dwaaleiland
- Stedenrijk - New Donk City
- Sneeuwrijk ° – Bibberië
- Strandrijk ° – Bubbelbeach
- Kookrijk – Vorkaanland
- Ruïnerijk - Drakennest
- Bowsers rijk - Bowsers kasteel
- Maanrijk - Kathedraalkrater
- Paddenstoelenrijk – Peach's kasteel
- Schaduwkant van Maanrijk - Konijnenkrater
- Duistere kant van Maanrijk - Kampioenskrater

## Stemmen
| Acteur           | Rol                                           |
| ---------------- | --------------------------------------------- |
| Charles Martinet | Mario, Luigi                                  |
| Kenny James      | Bowser                                        |
| Samantha Kelly   | Princess Peach, Captain Toad, Toadette, Toads |
| Kate Higgins     | Pauline                                       |
| Shohei Komatsu   | Cappy                                         |
| Nobuyuki Hiyama  | Topper                                        |
| Yuki Kodaira     | Hariet                                        |
| Tsuguo Mogami    | Spewart                                       |
| Gou Shinomiya    | Rango                                         |
| Kazumi Totaka    | Yoshi                                         |

## Ontwikkeling
Op 20 oktober 2016 was Super Mario Odyssey enkele seconden te zien in de bekendmakingstrailer van de Nintendo Switch, maar het was nog onduidelijk of 
het de titel Super Mario Galaxy 2, Super Mario 3D World of Super Mario Sunshine op zou volgen. Drie maanden later, op 13 januari 2017, werd het spel via een livestream door Nintendo officieel bekendgemaakt. Op de E3 op 13 juni, precies vijf maanden later, werd de releasedatum bekendgemaakt en meer beeldmateriaal getoond.

## Ontvangst
| Recensiescore             | Recensiescore |
| Recensieverzamelaar       | Score         |
| ------------------------- | ------------- |
| Metacritic                | 97%           |
| Publicist                 | Score         |
| Destructoid               | 9,5           |
| Electronic Gaming Monthly | 10            |
| Eurogamer                 | Essentieel    |
| Game Informer             | 9,75          |
| GameSpot                  | 10            |
| IGN                       | 10            |
| Polygon                   | 9,5           |

Super Mario Odyssey ontving positieve recensies. Men prees de vindingrijkheid en originaliteit van het spel. Ook was men te spreken over de introductie van Cappy en zijn mogelijkheden om hiermee vaardigheden van vijanden over te nemen.
Op Metacritic, een recensieverzamelaar, heeft het spel een score van 97%.

## Trivia
- Het spel werd in 2017 meerdere keren uitgeroepen tot en genomineerd als 'Spel van het jaar' door diverse vakbladen.